# Saint-André-de-Double
 Saint-André-de-Double  (en occitano Sent Andriu de Dobla) es una población y comuna francesa, situada en la región de Aquitania, departamento de Dordoña, en el distrito de Périgueux y cantón de Neuvic (Dordoña).

## Demografía
| 283 | 218 | 196 | 178 | 176 | 147 |
| Para los censos de 1962 a 1999 la población legal corresponde a la población sin duplicidades (Fuente: INSEE [Consultar]) |     |     |     |     |     |